# El Manantial
El Manantial is een plaats in het Argentijnse bestuurlijke gebied Lules in de provincie Tucumán. De plaats telt 14.309 inwoners.

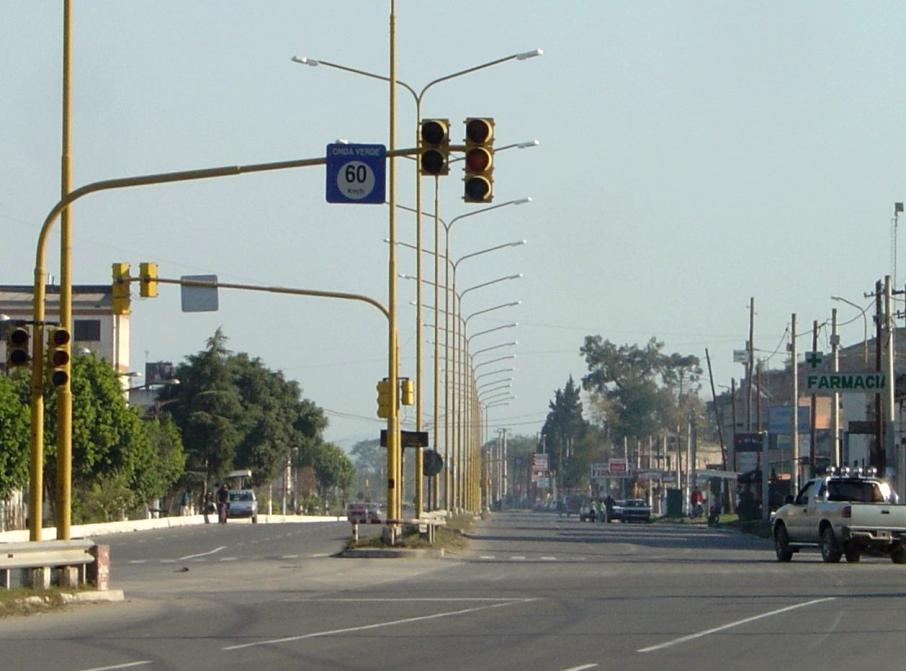
Highway 301 in El Manantial